# Pseudochazara cingovskii
Pseudochazara cingovskii är en fjärilsart som beskrevs av Brown. Pseudochazara cingovskii ingår i släktet Pseudochazara och familjen praktfjärilar. Inga underarter finns listade i Catalogue of Life.
Arten förekommer endemisk i södra Nordmakedonien. Den lever i bergstrakter vid cirka 1100 meter över havet. Individerna vistas i klippiga regioner med kalksten och ett täcke av gräs. Pseudochazara cingovskii fortplantar sig varje år.
Beståndet hotas av dagbrott som finns i regionen. Hela populationen är maximal 10 000 individer. IUCN kategoriserar arten globalt som akut hotad.